# Tuyến Động Batu–Pulau Sebang
Tuyến KTM Động Batu–Pulau Sebang (tiếng Mã Lai: KTM Laluan Batu Caves–Pulau Sebang), trước đây gọi là Tuyến Seremban (tiếng Mã Lai: Laluan Seremban) là một trong 3 tuyến KTM Komuter dọc trung tâm của Keretapi Tanah Melayu. Nó là tàu điện chạy giữa Động Batu và Pulau Sebang/Tampin. Trước ngày 15 tháng 12 năm 2015, ga cuối phía Bắc của tuyến này là Rawang.
KTM Komuter là một dạng tàu điện vận chuyển khách được giới thiệu lần đầu vào năm 1995, phục vụ đặc biệt cho người dân Kuala Lumpur và khu vực xung quanh đó. Nó là một phương tiện vận chuyển phổ biến cho người làm việc tại Kuala Lumpur, vì họ có thể đi vào thành phố mà không phải lo lắng về tình trạng tắc nghẽn giao thông. Tàu điện hiện đại và có máy lạnh.
Hệ thống là một phần của Klang Valley Integrated Transit System. Tuyến này là tuyến 1 và có màu xanh dương trên bản đồ di chuyển chính thức. Ban đầu nó được đặt tên theo nhà ga cuối là Ga Seremban.

## Thông tin tuyến

### Nhà ga
⇄ = ke ga chuyển đổi
| Mã ga | Tên ga               | Loại sân ga           | Ga chuyển đổi/Ghi chú |
| KC05  | Động Batu            | Đảo ke ga & Ke ga bên | Ga cuối phía Bắc. |
| KC04  | Taman Wahyu          | Ke ga bên             | |
| KC03  | Kampung Batu         | Ke ga bên             | Ga kết nối đến PY13 Tuyến Putrajaya. |
| KC02  | Batu Kentonmen       | Ke ga bên             | |
| KC01  | Sentul               | Đảo ke ga & Ke ga bên | |
| KA04  | Putra                | Ke ga bên             | Ga kết nối đến AG4 SP4 PWTC trên Tuyến LRT Ampang & Sri Petaling thông qua 600 mét cầu bộ hành. ⇄ Tuyến KTM Tanjung Malim-Cảng Klang |
| KA03  | Bank Negara          | Ke ga bên             | Ga kết nối đến AG6 SP6 Bandaraya trên Tuyến LRT Ampang & Sri Petaling thông qua 250 mét cầu bộ hành băng qua Sông Gombak và Jalan Kuching. ⇄ Tuyến KTM Tanjung Malim-Cảng Klang |
| KA02  | Kuala Lumpur         | Đảo ke ga & bên       | Ga kết nối đến KJ14 KG16 Pasar Seni trên Tuyến LRT Kelana Jaya và Tuyến MRT Kajang thông qua 200 mét cầu bộ hành băng qua Sông Klang. ⇄ Tuyến KTM Tanjung Malim-Cảng Klang & KTM ETS |
| KA01  | KL Sentral           | Đảo ke ga             | Ga kết nối đến: - KJ15 Tuyến LRT Kelana Jaya - KE1 KT1 ERL KLIA Ekspres và ERL KLIA Transit - Cầu liên kết đến MR1 KL Monorail thông qua trung tâm mua sắm Nu Sentral (KL Sentral Monorail) - Cầu liên kết đến KG15 Muzium Negara trên Tuyến MRT Kajang. Xe buýt trung chuyển T819 đến KG13 Pavlilion Damansara Heights-Pusat Bandar Damansara trên Tuyến MRT Kajang. ⇄ Tuyến KTM Tanjung Malim-Cảng Klang, KS01 Tuyến KTM KL Sentral-Terminal Skypark & KTM ETS |
| KB01  | Mid Valley           | Ke ga bên             | Cầu liên kết đến KD01 KJ17 Abdullah Hukum trên Tuyến KTM Tanjung Malim-Cảng Klang và Tuyến LRT Kelana Jaya thông qua KL Eco City. Lối thoát đến Gardens Mall và Mid Valley Megamall. |
| KB02  | Seputeh              | Ke ga bên             | |
| KB03  | Salak Selatan        | Ke ga bên             | |
| KB04  | Bandar Tasik Selatan | Ke ga bên             | Ga kết nối đến: - SP15 Tuyến LRT Sri Petaling; - KT2 ERL KLIA Transit; - Terminal Bersepadu Selatan (TBS) Bus Hub Xe buýt trung chuyển T410 đến KG26 Taman Connaught trên Tuyến MRT Kajang. ⇄ KTM ETS |
| KB05  | Serdang              | Ke ga bên             | Xe buýt đến Mines Wellness City, Putrajaya và Cyberjaya. Xe buýt trung chuyển T565 to PY33 Serdang Jaya trên Tuyến MRT Putrajaya từ Flat Taman Muhibbah. |
| KB06  | Kajang               | Đảo ke ga & bên       | Ga kết nối đến KG35 MRT Kajang Line. ⇄ KTM ETS Dự án ga chuyển đổi đến 14 Putrajaya Monorail. |
| KB07  | Kajang 2             | Ke ga bên             | [ 1 ] |
| KB08  | UKM                  | Ke ga bên             | Xe buýt trung chuyển nửa giờ một lần đến Đại học quốc gia Malaysia (UKM) cách 300 mét đi bộ đến trạm xe buýt. |
| KB09  | Bangi                | Đảo ke ga & bên       | |
| KB10  | Batang Benar         | Ke ga bên             | |
| KB11  | Nilai                | Ke ga bên             | Xe buýt trung chuyển đến Sân bay quốc tế Kuala Lumpur (KLIA). |
| KB12  | Labu                 | Ke ga bên             | Kế hoạch nhà ga kết nối đến HSR Đường sắt cao tốc Kuala Lumpur–Singapore (HSR) (shelved). |
| KB13  | Tiroi                | Ke ga bên             | |
| KB14  | Seremban             | Đảo ke ga & bên       | ⇄ KTM ETS |
| KB15  | Senawang             | Ke ga bên             | |
| KB16  | Sungai Gadut         | Đảo ke ga             | Ga giờ cao điểm. |
| KB17  | Rembau               | Đảo ke ga & Ke ga bên | |
| KB18  | Pulau Sebang/Tampin  | Đảo ke ga & Ke ga bên | Ga cuối phía Nam. ⇄ KTM ETS |

## Hình ảnh

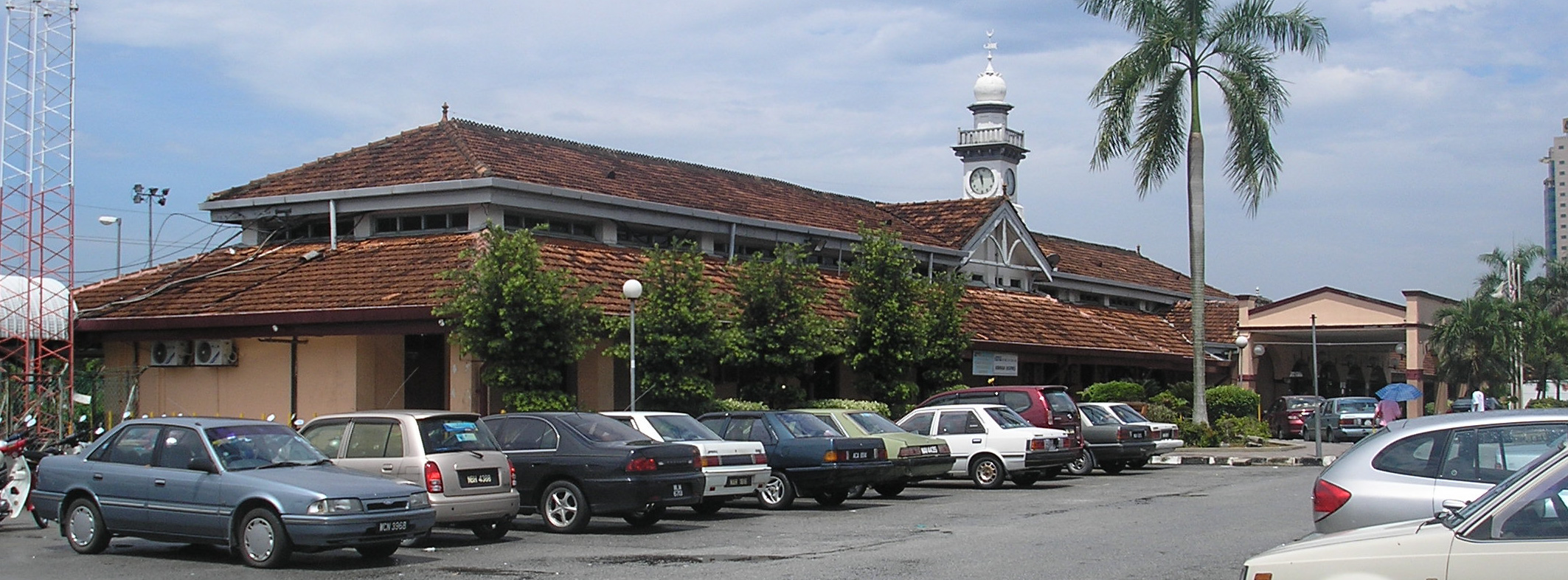
Ga Seremban  1
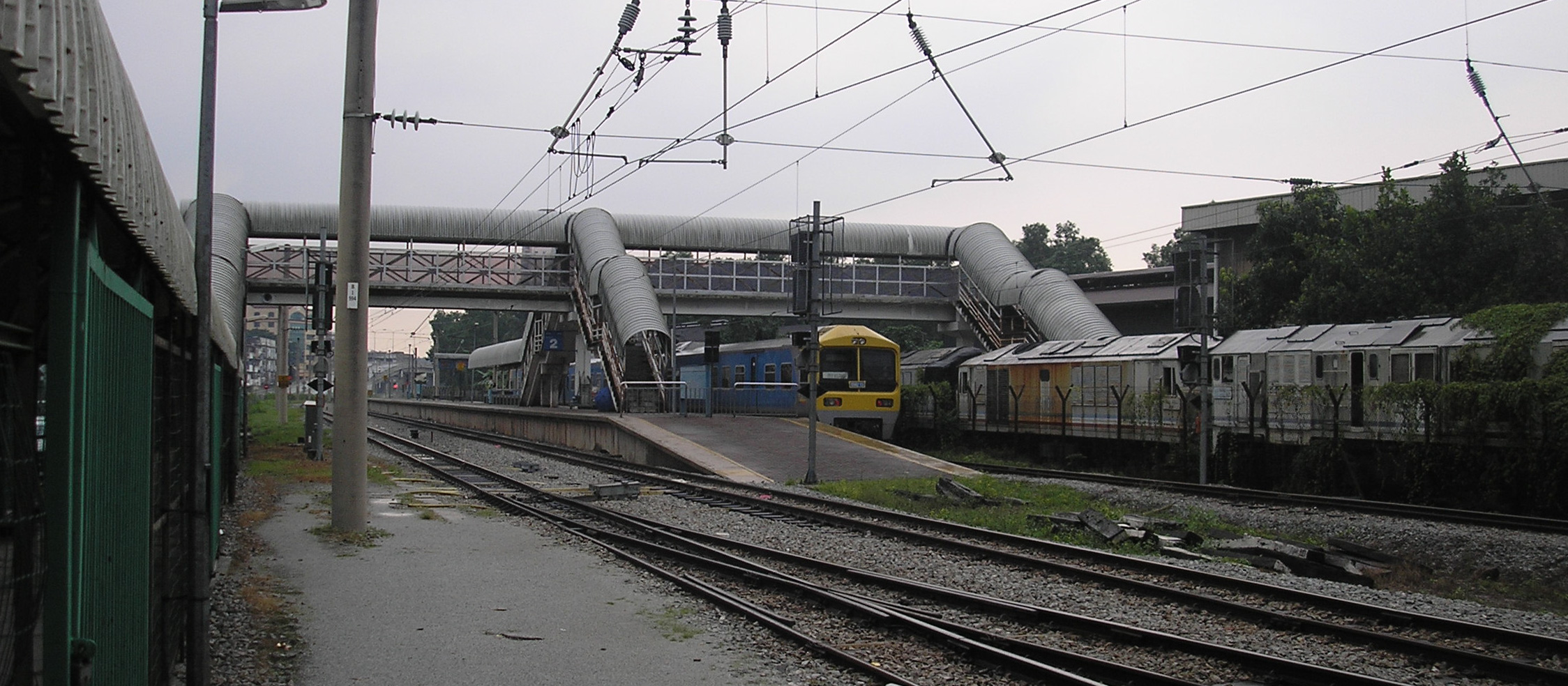
Sentul  1 Hình ảnh đảo ke ga năm 1995 ở ga Sentul cũ tại Sentul, Kuala Lumpur, Malaysia. Ảnh chụp hướng về phía Nam.
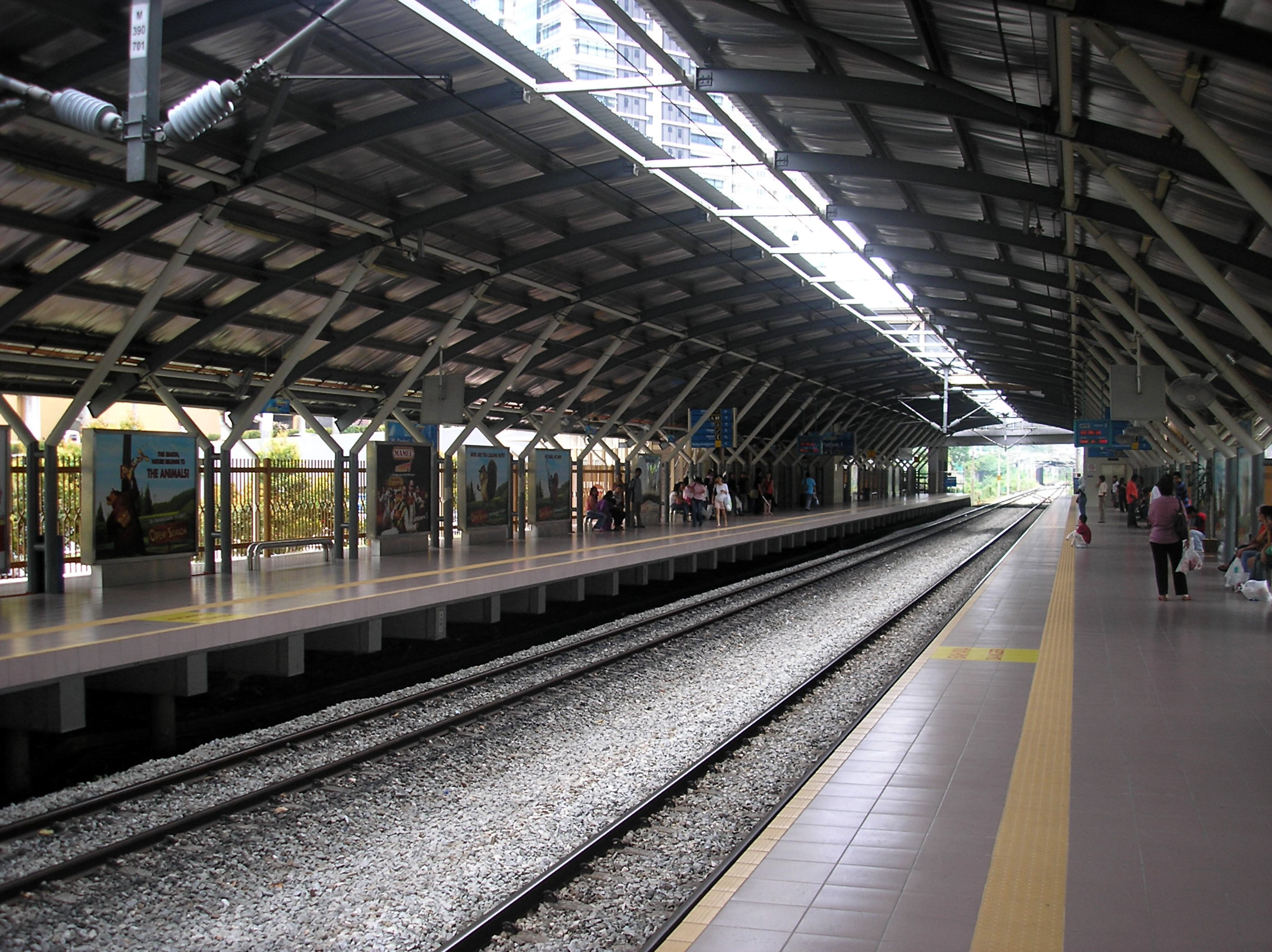
Ga Mid Valley  1
Động Batu  1 Hiện là ga cuối phía Bắc của tuyến Động Batu–Pulau Sebang từ tháng 12 năm 2015.
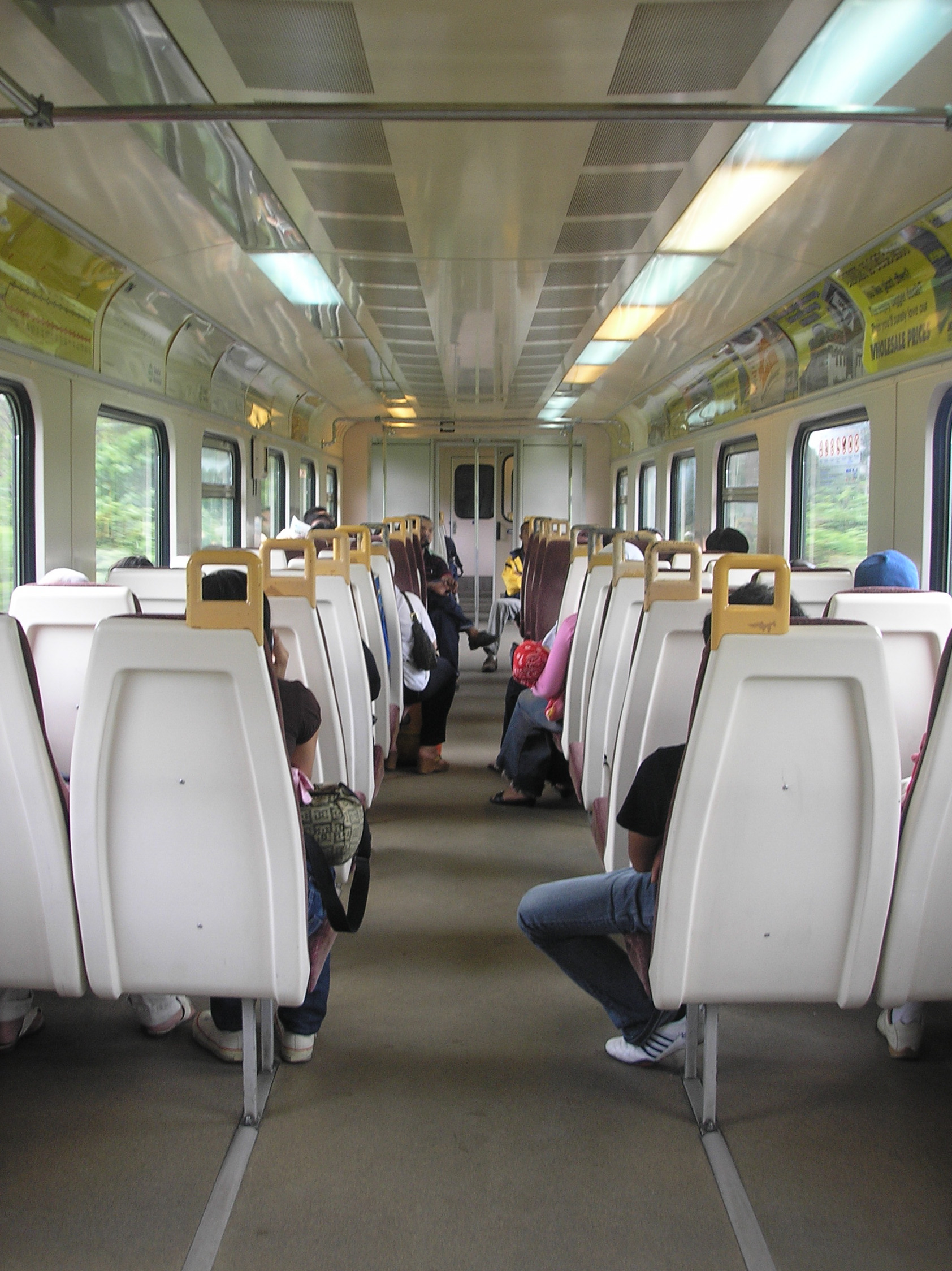
Nội thất bên trong của KTM Class 81 EMU
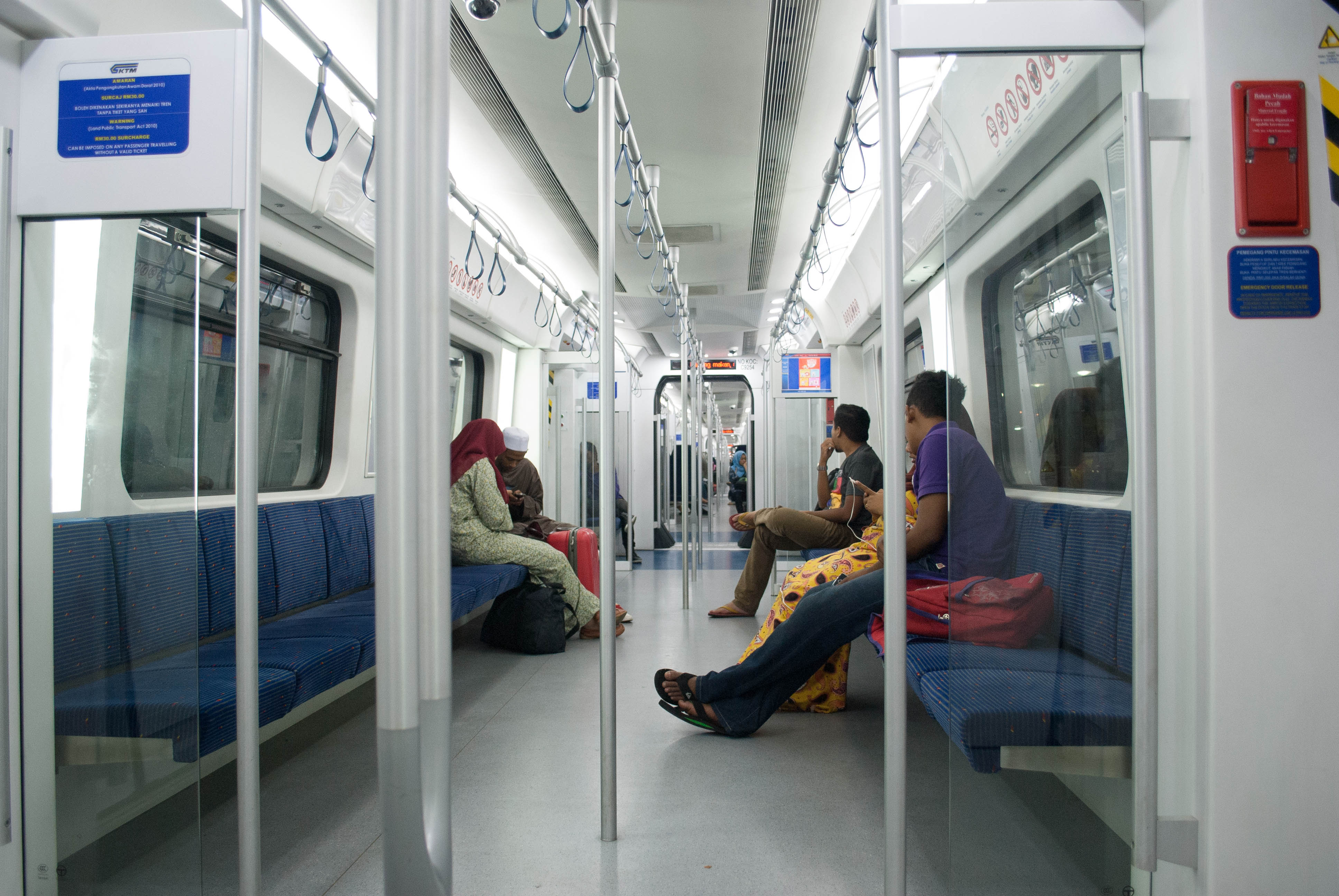
Nội thất bên trong của KTM Class 92 EMU
Ga Kajang 2, ga cuối của tuyến Động Batu–Pulau Sebang  1